# At Last (brano musicale)
At Last è una canzone scritta da Mack Gordon e Harry Warren per il film musical Serenata a Vallechiara (1941). Glenn Miller e la sua orchestra registrarono la melodia più volte, con una versione del 1942 che raggiunse il numero due nella classifica della musica pop statunitense Billboard.
Nel 1960, la cantante statunitense di rhythm and blues Etta James registrò una cover ri-arrangiata da Riley Hampton che improvvisò sulla melodia di Warren. La versione della James fu la title track del suo album d'esordio, At Last! (1960) ed ebbe un enorme successo tanto da essere inserita nella Grammy Hall of Fame nel 1999. At Last è stata registrata anche da interpreti come Céline Dion e Beyoncé.

## Antefatti, contenuti e pubblicazioni
Prima dell'uscita del film Serenata a Vallechiara, At Last fu interpretata nel film da Glenn Miller e dalla sua orchestra, con la voce di John Payne e Lynn Bari, doppiata da Pat Friday. Secondo quanto riferito, il capo dello studio di registrazione Darryl Zanuck dichiarò:"Ce ne sono troppi di grandi dimensioni. Ne risparmiamo uno per il prossimo". La voce At Last di Payne e Bari fu quindi cancellata, anche se nel film rimasero le versioni strumentali, incluso il finale del Black Ice Ballet.
Glenn Miller compose nel 1941 delle registrazioni inedite del brano mentre il 20 maggio 1942 registrò una nuova versione con la sua orchestra a Hollywood, la quale fu poi pubblicata dalla RCA Victor Records come singolo 78, con il supporto della traccia lato A, (I Got a Gal In) Kalamazoo. La canzone entrò nella Billboard Music Popularity Chart il 1 agosto 1942 alla numero 17 per poi salire in seconda posizione il 29 agosto 1942. In totale la canzone trascorse 17 settimane in classifica, diventando negli anni un classico della canzone americana.
Nel 1954, durante il periodo di promozione della versione teatrale del musical Serenata a Vallechiara, l'RCA Victor pubblicò la colonna sonora del film su LP da 10 pollici, il quale includeva la versione cinematografica di At Last. Quest'ultima interpretazione fu infine pubblicata su LP nel 1958, dalla 20th Fox nella compilation Original Film Sound Tracks di Glenn Miller e la sua orchestra.
La registrazione in studio RCA Victor del 1942 di At Last di Glenn Miller e la sua orchestra con Ray Eberle, quale cantante del brano, fu pubblicata nell'ottobre 1943 sotto la V-Disc, etichetta discografica dell'esercito americano.

## Classifiche
| Classifica                                     | Posizione massima raggiunta |
| ---------------------------------------------- | --------------------------- |
| Stati Uniti (Billboard Music Popularity Chart) | 2                           |

## Crediti e personale
Personale
- Arrangiato da - Bill Finegan, Jerry Gray
- Batteria - Maurice Purtill
- Chitarra - Bobby Hackett
- Clarinetto - Lloyd "Skip" Martin, Wilbur Schwartz
- Contrabbasso - Edward "Doc" Goldberg
- Musica di - Mack Gordon, Harry Warren
- Pianoforte - Chummy MacGregor
- Sassofono baritono - Ernie Caceres
- Sassofono contralto - Lloyd "Skip" Martin, Wilbur Schwartz
- Sassofono tenore - Tex Beneke, Al Klink
- Testi di - Mack Gordon, Harry Warren
- Tromba - John Best, Steve Lipkins, Billy May, RD McMickle
- Trombone - Frank D'Annolfo, Glenn Miller, Jim Priddy, Paul Tanner
- Voce - Ray Eberle

## At Last(versione di Etta James)
At Last  fu registrata nel 1960 dalla cantante R&B, Etta James e fu pubblicata il 15 novembre 1960 dalla Argo Records come secondo singolo promozionale dell'album d'esordio della cantante, At Last! (1960).
La versione della James, con la sua voce appassionata e l'orchestrazione ampia, viene spesso scelta per matrimoni e ricevimenti di matrimonio.

### Successo commerciale
Il 13 marzo 1961, il brano salì alla seconda posizione della classifica R&B, diventando il secondo singolo della James a posizionarsi alla numero due, mentre raggiunse la 47ª posizione nella Billboard Hot 100. Nonostante il suo modesto rendimento nella classifica pop, la canzone ancora oggi è ben nota e ancora suonata regolarmente dalle stazioni radio di musica oldies.
Nel 2010 At Last entrò per la prima volta nella classifica dei singoli più venduti nel Regno Unito, raggiungendo la posizione numero 69. Dopo la morte di Etta James nel 2012, il brano rientrò nella classifica inglese posizionandosi alla numero 39. La canzone fu certificata disco d'oro dalla BPI (Regno Unito) e dalla FIMI (Italia).

### Formati e tracce
LP Singolo 7" (Canada; Paesi Bassi) (Quality: 1264X; Funckler: AR 45.018)
1. At Last – 3:00 (Mack Gordon, Harry Warren)
2. I Just Want to Make Love to You – 3:03 (Willie Dixon)

LP Singolo 7" (Regno Unito; Stati Uniti) (Pye International: 7N.25079; Argoː 5380)
1. At Last – 3:00 (Gordon, Warren)
2. I Just Want to Make Love to You – 3:03 (Dixon)

### Classifiche
| Classifica (1961)                            | Posizione massima raggiunta |
| -------------------------------------------- | --------------------------- |
| Stati Uniti (Billboard Hot 100)              | 47                          |
| Stati Uniti (Billboard Hot R&B Sides)        | 2                           |
| Stati Uniti (Cash Box Top 100 Singles)       | 30                          |
| Classifica (2010)                            | Posizione massima raggiunta |
| Regno Unito (Official Singles Chart Top 100) | 69                          |
| Classifica (2012)                            | Posizione massima raggiunta |
| Regno Unito (Official Singles Chart Top 100) | 39                          |
| Classifica (2016)                            | Posizione massima raggiunta |
| Francia (SNEP)                               | 77                          |

### Cronologia di rilascio
| Paese       | Data | Formato     |
| ----------- | ---- | ----------- |
| Canada      | 1961 | Vinile (7") |
| Paesi Bassi | 1961 | Vinile (7") |
| Regno Unito | 1961 | Vinile (7") |
| Stati Uniti | 1961 | Vinile (7") |

## At Last(versione di Céline Dion)
At Last è stata interpretata e registrata anche dalla cantante canadese Céline Dion e inclusa nel suo sesto album di inediti in lingua inglese, A New Day Has Come (2002). La sua versione è stata prodotta da Humberto Gatica e Guy Roche e pubblicata come quinto ed ultimo singolo promozionale negli Stati Uniti il 9 dicembre 2002. Tuttavia non fu realizzato alcun videoclip musicale per la canzone.

### Contenuti e successo commerciale
Al riguardo Céline dichiarò: "Posso vedere l'inizio del mio spettacolo e guardare negli occhi tutti e cantare questa canzone. Questo è il mio saluto."
Il 1º febbraio 2003 At Last scalò la classifica americana Billboard Hot Adult Contemporary Tracks, raggiungendo la posizione numero 16.

### Recensioni da parte della critica
La cover registrata da Céline Dion fu acclamata dalla critica. Frédéric Garat di RFI elogiò il talento della cantante, mettendola tra le interpreti degli anni '60 e riguardo alla sua versione di At Last, scrisseː"La canzone è un soliloquio animato in cui Dion, accompagnata dalle delicate corde di un violino, canta della gioia dell'amore trovata "finalmente". Un esercizio adorabile che rivela lo strato di blu che si nasconde sotto le sottovesti leggermente "primarie" della "star internazionale", come piace alla sua etichetta discografica." Sal Cinquemani di Slant Magazine la definì "un'interpretazione sentimentale".
Tuttavia, Rob Sheffield di Rolling Stone scrisseː"non ha i tubi per il materiale definito da Etta James." Anche Ken Tucker di Entertainment Weekly non accolse molto bene la cover della Dion, definendola "pallida".

### Interpretazioni dal vivo e pubblicazioni
Tra il 2002 e il 2003, durante la promozione dell'album A New Day Has Come, Céline Dion interpretò At Last in molti programmi televisivi come The Oprah Winfrey Show, Le Grand Blond avec un show sournois, Parkinson e Domenica In. Il 2 marzo 2002 al Kodak Theatre in Los Angeles Céline registrò lo speciale TV dedicato al suo nuovo album, A New Day Has Come e tra le tante canzoni interpretò At Last al fianco del violinista Roddy Chiong.
La Dion cantò At Last anche durante il suo residency-show di Las Vegas, A New Day.... Una delle interpretazioni dal vivo tratte dallo spettacolo è stata inclusa nell'album A New Day... Live in Las Vegas (2004).

### Formati e tracce
CD Singolo Promo (Stati Uniti) (Epic Records)
1. At Last – 4:16 (Mack Gordon, Harry Warren)

### Classifiche
| Classifica (2003)                                     | Posizione massima raggiunta |
| ----------------------------------------------------- | --------------------------- |
| Stati Uniti (Billboard Hot Adult Contemporary Tracks) | 16                          |

## At Last(versione di Beyoncé)
At Last è stata incisa anche dalla cantante statunitense Beyoncé e inclusa nell'album della colonna sonora del film Cadillac Records (2008). Nel film, Beyoncé veste i panni della cantante Etta James, ottenendo il plauso da parte della critica sia per l'interpretazione cinematografica sia per l'interpretazione del brano At Last.

### Contenuti
In un'intervista su MTV News, Beyoncé dichiarò:
And now?
I actually spoke with her and she told me, "I loved you from the first time you sung."»
E adesso?
In realtà ho parlato con lei e lei mi ha detto:"Ti ho amato dalla prima volta che hai cantato."»
La cantante in seguito dichiarò su Billboard:"Mi sono resa conto che Etta James era così poco dispiaciuto, audace e forte che interpretarla è stato un grosso rischio per me. Mi ha dato la fiducia e la spinta per mettermi alla prova un po' di più con la mia musica."
La versione di Beyoncé di At Last vinse il Grammy Award per la Miglior performance vocale R&B tradizionale alla 52ª edizione della cerimonia di premiazione dei Grammy Awards. Nell'elenco dei singoli Pazz & Jop di fine anno 2008 di The Village Voice, la cover di At Last di Beyoncé è stata classificata alla numero 443.
A livello commerciale, il singolo non ottenne un buon successo, anche se riuscì a raggiungere la nona posizione della classifica smooth jazz stilata da Billboard.

### Recensioni da parte della critica
John Kehe di The Christian Science Monitor scrisse:"Nessuna può incanalare Etta - è un talento singolare - ma Beyoncé lo fa a modo suo ed evoca abbastanza emozione e grinta da farlo funzionare nel contesto del film". AO Scott del The New York Times aggiunse che l'interpretazione di Beyoncé di At Last è stata "assolutamente rivelatrice" e ha descritto Beyoncé come "una vera e propria diva soul della vecchia scuola". Entertainment Weekly scrisseː"Beyoncé come una diva travagliata? Con una bocca sporca, ardente? Un temperamento e un'abitudine da schiaffeggiare? Sì, anche noi eravamo scettici. Ma quando canta? Tutto ha un senso."
Al contrario, Thom Jurek di AllMusic scrisseː"Beyoncé possiede poco del potere della cantante leggendaria o della finezza tagliente. È del tutto troppo raffinata e sobria. Il suo fraseggio non si avvicina in termini di inventiva o ispirazione, e la sua convinzione emotiva è carente, per non dire altro." Robert Fontenot di About.com scrisseː"Beyoncé canta Etta come una diva - tecnicamente competente, ma sovradimensionata e priva di ogni frammento del sub-testo furbo di Etta e della sierosità conquistata a fatica. Beyoncé sa come cantare il blues, in altre parole; ma non sa come averle."
Margeaux Watson di Entertainment Weekly pubblicò una recensione sulla canzone, scrivendoː"L'unico grande svantaggio della sua esibizione è che le mancano le costolette vocali per estrarre in modo convincente le canzoni di James o farle sue... Ogni volta che incide classici come At Last e Trust in Me, senti Beyoncé, non Etta."

### Interpretazioni dal vivo e pubblicazioni
Beyoncé presentò At Last per la prima volta dal vivo durante l'edizione del 2008 del Fashion Rocks, il 5 settembre 2008 in omaggio a Etta James, la quale era presente all'evento benefico. Durante l'esibizione la cantante si presentò con una pettinatura bionda simile a quella che portava la James. Lizzie Smith del Daily Mail definì l'esibizione "straordinaria". La versione live del brano interpretata durante l'evento fu successivamente pubblicata nel 2008. Beyoncé interpretò la canzone dal vivo anche durante il primo ballo di Barack Obama e sua moglie Michelle durante il Neighborhood Ball, avvenuto nella serata della sua inaugurazione come Presidente degli Stati Uniti. A Entertainment Tonight, Beyoncé dichiarò:
Jen Chaney del The Washington Post scrisseː"... lo cantò in lacrime, un altro momento di alto profilo. In quella notte, l'espressione della canzone di una promessa romantica adempiuta parlava chiaramente della speranza che le promesse politiche si sarebbero adempiute, per non parlare del fatto che, finalmente, un afroamericano aveva assunto il più alto onore di questa nazione."
Etta James, che non era affatto contenta, osservò il pubblico in un concerto dal palco del Paramount Theater di Seattle una settimana dopo e disse:"Ragazzi, conoscete il vostro presidente, vero? Conosci quello con le orecchie grandi? Aspetta un attimo, non è il mio presidente. Potrebbe essere tuo; non è il mio presidente. Ma ti dico che quella donna aveva cantato per lui, cantando la mia canzone - si farà sodomizzare il culo." Una settimana dopo, continuò ad attaccare la performance di Beyoncé e aggiunseː"La grande Beyoncé. Come ho detto, non è mia... Non sopporto Beyoncé. Non ha affari lassù, canta lassù in un grande vecchio giorno del presidente, canterà la mia canzone che ho cantato per sempre." Tuttavia, in seguito, al New York Daily News dichiarò di non aver fatto alcun male quando prese in giro il presidente e criticò Beyoncé per la sua esibizione di At Last durante l'inaugurazione; la James ammise di essere stato seccata per non essere stata invitata a eseguire la sua canzone simbolo per il primo ballo di Obama con sua moglie nella serata dell'inaugurazione da Presidente degli USA. L'evento fu trasmesso in diretta su più reti televisive e via cavo. Ad ogni ballo degli Obama, la canzone rimase sempre At Last.
At Last è stato inclusa nella scaletta del I Am... World Tour di Beyoncé. La cantante interpretò il brano nella penultima sezione dei concerti, indossando un lungo abito scintillante dorato illuminato dalle luci puntate su di lei, mentre scorrevano i filmati di lei che interpretava la canzone all'inaugurazione di Obama, le immagini video delle riprese dell'era dei diritti civili e i frammenti della sua interpretazione della canzone nel film Cadillac Records.
Le esibizioni dal vivo di Beyoncé che interpreta At Last durante i suoi concerti furono ben accolte dalla critica americana ed estera. Su South Florida Times fu elogiato il montaggio video e fu scrittoː"Beyoncé ha fatto una fusione perfetta di passato e presente con l'esecuzione della canzone". Caryn Ganz di Rolling Stone definì l'interpretazione di At Last  "esibizione torcia... di ginnastica vocale". Jay Lustig del New Jersey On-Line scrisse che le esibizioni di At Last sono state "così avvincenti come qualsiasi cosa fosse venuta prima" durante il concerto e osservò che "Poche dive pop o R&B potrebbero essere così avvincenti con tutti gli hoopla visivi eliminati". Barbara Ellen di The Observer scrisse che c'era un segmento interessante durante l'esecuzione di At Last nel tour, mentre Tamara Hardingham-Gill del Daily Mail scrisseː"la sua interpretazione della canzone si è rivelata un momento emotivo". Evening Chronicle scrisseː"Sono stato assolutamente colpito dalla sua interpretazione di At Last, la canzone che ha cantato al ballo di inaugurazione del presidente Obama."
Beyoncé cantò At Last dal vivo anche al Glastonbury Festival 2011 il 26 giugno 2011. Durante lo speciale televisivo della ITV, A Night With Beyoncé, andato in onda il 4 dicembre 2011 nel Regno Unito, Beyoncé interpretò la cover di fronte a una folla selezionata di fan. Durante il concerto di beneficenza The Sound of Change Live tenutosi al Twickenham Stadium di Londra il 1º giugno 2013, Beyoncé seguì At Last.

### Formati e tracce
CD Singolo Promo (Stati Uniti) (Columbiaː 88697 40472 2)
1. At Last (Album Version) – 3:00 (Mack Gordon, Harry Warren)

Digital Download Singolo (Stati Uniti) (Columbiaː B001UMTASU)
1. At Last (Live from Fashion Rocks) – 2:53 (Gordon, Warren)

### Classifiche
| Classifica (2008-2009)                        | Posizione massima raggiunta |
| --------------------------------------------- | --------------------------- |
| Canada (Billboard Canadian Hot 100)           | 79                          |
| Stati Uniti (Billboard Hot 100)               | 67                          |
| Stati Uniti (Billboard Hot R&B/Hip-Hop Songs) | 79                          |
| Stati Uniti (Billboard Smooth Jazz Songs)     | 9                           |

## Impatto artistico e altre versioni
La versione di Etta James è apparsa in molti lungometraggi cinematografici come Rain Man, Pleasantville, American Pie e Inland Empire, e anche in serie televisive come C'è sempre il sole a Philadelphia, Un medico tra gli orsi, Bates Motel, Criminal Minds, The Big Bang Theory, I Simpsons, The Good Place, Due ragazzi e una ragazza, Chuck e Strepitose Parkers. Il brano fu anche utilizzato in spot televisivi per prodotti come le automobili Jaguar, aspirapolvere Hoover, assicurazione State Farm e ristoranti Applebee. La Paramount Pictures utilizzò la canzone per la promozione The Man Of Your Dreams, una raccolta dei più importanti film da essa distribuita su home video nel 1998. At Last è stata anche utilizzata per il trailer del video-game FIFA 16 (2015).
Cyndi Lauper, nei panni di guest star, cantò la canzone nell'episodio del 2013 di Bones, Forse oggi sposi (The Woman in White), durante la scena di un matrimonio.
Il conduttore radiofonico Casey Kasem l'11 giugno 2005, suonò la versione di Etta James di At Last per la American Top 10 come una Optional Extra Song per le sue stazioni affiliate.

### Cover di altri interpreti
At Last diede un forte impatto artistico sia nel mondo della musica sia nella cultura popolare tanto da essere stata registrata e incisa da molti artisti e interpreti canori.

#### Anni '50/'80
- Nel 1957 Nat King Cole incise una sua versione per il suo album del Love is the Thing.[senza fonte]
- Nel 1976 Bing Crosby pubblicò un album intitolato Feels Good, Feels Right e contenente una cover di At Last.[senza fonte]
- Il sassofonista americano Sonny Stitt registrò una versione strumentale della canzone nel 1982, poi pubblicata nel suo album postumo del 1984, The Last Stitt Sessions, Vol. 2.[senza fonte]

#### Anni '90/2010
- Il 30 marzo 1991 la cover di At Last del cantante country Gene Watson salì alla posizione numero 61 della classifica Billboard Hot Country Singles & Tracks.[62] Il cantante incise una propria versione per il suo album del 1990, At Last.[senza fonte]
- Nel 1995 la cantante R&B Tina Moore registrò At Last per il suo album di debutto omonimo.[senza fonte]
- Cyndi Lauper nel 2003 rilasciò un album di cover intitolato At Last e contenente la sua versione del brano omonimo.
- La cantautrice country Martina McBride registrò una propria versione di At Last per il suo album del 2005, My Heart.[senza fonte] Nello stesso anno anche la cantante danese Malene Mortensen incise una sua cover per l'album Date with a Dream.[senza fonte]
- Nel 2012, Christina Aguilera fu invitata dalla famiglia di Etta James a cantare At Last al funerale della cantante.[63] Al funerale, la Aguilera dichiarò che Etta James era il suo idolo e la sua ispirazione, e che in suo onore si esibiva con At Last in ogni concerto.[64][65]
- Anche Aretha Franklin incise una sua versione di At Last come traccia di apertura del suo album di cover del 2014, Aretha Franklin Sings the Great Diva Classics.[senza fonte] Nel 2014 il duo americano di musica latina-americana, Ha*Ash, registrò la canzone della James per l'album live, Primera Fila: Hecho Realidad.